# Inmarsat

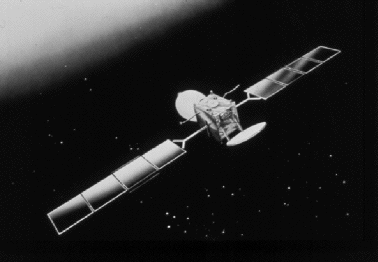
Satellite Inmarsat-3.

Inmarsat è un'azienda globale di telecomunicazioni satellitari fondata nel 1979, inizialmente come Organizzazione Intergovernativa per fornire comunicazioni sicure alle navi in mare. Oggi, gestisce una rete avanzata di satelliti geostazionari che copre quasi l'intero globo, ad eccezione delle regioni polari.
È membro dell'Istituto europeo per le norme di telecomunicazione (ETSI).

## Storia
Fondata come INMARSAT (International Maritime Satellite Organization), l'organizzazione aveva lo scopo di garantire comunicazioni affidabili per la sicurezza marittima. Negli anni successivi, ha esteso i suoi servizi anche a mezzi mobili terrestri e aeronautici, oltre che a stazioni portatili per emergenze e giornalismo.
Al 1999 gestiva le comunicazioni satellitari per oltre 80 nazioni firmatarie mediante una rete di satelliti geostazionari capaci di gestire la quasi totalità del globo (escluse le zone polari).
Nel 1999 Inmarsat è stata la prima organizzazione intergovernativa a essere privatizzata, trasformandosi in Inmarsat Ltd., sotto la supervisione della IMSO (International Mobile Satellite Organization). Dal 2003 Inmarsat Ltd. è stata acquisita da un consorzio di banche e dal 2005 è quotata alla Borsa di Londra.

## Servizi e tecnologie
Nel 2006 è stato lanciato BGAN (Broadband Global Area Network), un servizio dati a banda larga su standard 3G, seguito nel 2007 da FleetBroadband, dedicato al settore marittimo. Questi servizi offrono connettività voce e dati in oltre il 95% delle terre emerse.
Nel 2009, con il riposizionamento dei satelliti Inmarsat I-4, i servizi BGAN e FleetBroadband sono diventati disponibili globalmente (escluse le calotte polari), grazie a tre satelliti posizionati rispettivamente a:
- 98° Ovest (Americhe)
- 25° Est (EMEA)
- 143,5° Est (Asia-Pacifico)

Nel 2023 Inmarsat è stata acquisita da Viasat, un'importante azienda statunitense di comunicazioni satellitari. Questa fusione ha dato vita a una delle più grandi reti satellitari globali, combinando le capacità di Inmarsat con quelle di Viasat per migliorare la connettività globale.
Inmarsat sta sviluppando ORCHESTRA, una rete ibrida innovativa che integra:
- Satelliti geostazionari (GEO) delle reti Global Xpress (Ka-band) e ELERA (L-band)
- Satelliti in orbita terrestre bassa (LEO)
- Reti terrestri 5G
- Tecnologie mesh dinamiche

Questo sistema offrirà bassa latenza, alta capacità e copertura globale dinamica, rivoluzionando la connettività per mobilità terrestre, marittima e aerea.

## In Italia
In Italia, il primo ente designato per la gestione dei servizi Inmarsat è stato Telespazio, concessionaria del Ministero delle poste e delle telecomunicazioni. Oggi, con la liberalizzazione del settore, diversi provider autorizzati dal Ministero dello Sviluppo Economico offrono servizi Inmarsat.